# 台湾盾蜗牛
台湾盾蜗牛（学名：Aegista mackensii），又称马氏环肋螺，是一種陸生會呼吸空氣的蝸牛，屬於有肺類柄眼類支序扁蜗牛科的腹足綱軟體動物，盾蜗牛属的一种。台灣盾蝸牛並不是台灣特有種，但因為身上有長長的毛，所以經常在台灣的媒體見報。

## 形态描述
殼中大型、右旋，螺塔低扁，呈盾狀，殼為褐色，具淡褐黃色半透明殼皮，體螺層周緣略有一稜角，沿體螺層殼周緣長有殼毛，殼表有些許明顯的斜線生長紋，體螺層下部向殼臍緊縮。殼口斜位，呈扁圓形，成體殼唇緣外翻、反捲，呈瓷白色，具光澤。殼臍開孔大、明顯而深，寬度約為殼總寬度的1/3。
殼寬約40mm，殼高約15mm。

## 分佈
本物種除了分佈於台灣北部及東半部中低海拔闊葉林下，也分布于中国大陆与琉球的八重山群島，常栖息在落叶堆中或矮灌丛植物的叶面上。是台灣最常見的蝸牛之一。